# Lil Peep; Part One
Lil Peep; Part One, stilizzato LiL PEEP; PART ONE e abbreviato Part One, è il primo mixtape del rapper statunitense Lil Peep, pubblicato il 18 settembre 2015.
L'album è stato supportato da tre singoli: veins, praying to the sky e the way i see things.

## Antefatti
Nel 2015, molte persone hanno inserito erroneamente il singolo Star Shopping nella tracklist del mixtape. Tuttavia, il brano non è mai stato inserito ufficialmente sul mixtape.
È stato pubblicato il video musicale ufficiale di nothing to u.

## Musica e testi
Nel progetto, Lil Peep esprime temi vulnerabili di una relazione interrotta, includendo depressione, tossicodipendenza, ghosting, crepacuore e nichilismo. Tutti i temi sono comuni all'emo rap, che lo ha aiutato in seguito a diventare il pioniere di questo genere. Solitamente, i suoi testi parlano anche dell'abuso di sostanze stupefacenti.
Il singolo praying to the sky è stato posto in evidenza come principale brano raffigurante temi di questo genere. Melanie Westfall di The Daily Texan ha affermato che il brano è una miscela di emo e rapping. Con i suoi testi, Peep allude al fatto che "esiste una tendenza in questo genere a usare l'automedicazione per problemi di salute mentale". Nella canzone, Peep descrive l'abuso di droghe per il quale sfortunatamente n'è caduto in vittima due anni dopo, con l'uso del farmaco Xanax. Su Twitter, Peep ha confermato di essere stato "sotto acidi" durante la realizzazione del brano.
Il brano the way i see things, uno dei più popolari del progetto, offre una prospettiva dei sentimenti pessimisti di Peep nei confronti della vita in cui stava vivendo verso la fine del 2015. La canzone gli ha fatto guadagnare attrazione facendolo passare velocemente dalla scena underground a quella mainstream.
In another song, Peep canta di aver perso il contatto con una ragazza che ritiene di essere brutto. La canzone include la voce di Kurt Cobain, durante un'intervista del 13 dicembre 1993 trasmessa su MTV. Cobain confessa quindi di avere pensieri suicidi, una correlazione diretta con il focus della canzone, essendo un tema che esprime eccessivamente dell'odio nei riguardi di se stessi.

## Tracce
1. praying to the Sky – 3:59 (testo: Gustav Åhr – musica: Greaf)
2. the way i see things – 2:13 (testo: Gustav Åhr – musica: Kryptik)
3. high school – 2:48 (testo: Gustav Åhr – musica: Haardtek)
4. another song – 2:09 (testo: Gustav Åhr – musica: Glitter)
5. five degrees – 2:24 (testo: Gustav Åhr – musica: Haardtek)
6. nothing to u – 2:27 (testo: Gustav Åhr – musica: Kryptik)
7. its me – 2:07 (testo: Gustav Åhr – musica: Fleance)
8. ghost boy – 2:10 (testo: Gustav Åhr, Dylan Ross, Rose Melberg, Jennifer Sbragia – musica: Rozz Dyliams)
9. veins – 3:30 (testo: Gustav Åhr – musica: Greaf)
10. wanna be – 2:13 (testo: Gustav Åhr – musica: Mysticphonk)
11. shame on u – 1:51 (testo: Gustav Åhr – musica: Haardtek)

## Formazione

### Musicisti
- Lil Peep – voce, testi

### Produzione
- Fleance – produzione
- Glitter – produzione
- Greaf – produzione
- Haardtek – produzione
- Kryptik – produzione
- Mysticphonk – produzione
- Rozz Dyliams – produzione

## Successo commerciale
Lil Peep; Part One ha generato 4.000 stream su SoundCloud nella sua prima settimana di rilascio.